# Dowództwo Połączonych Sił Lądowych Europy Południowej LANDSOUTH
Dowództwo Połączonych Sił Lądowych Europy Południowej (ang. Allied Land Forces Southern Europe LANDSOUTH) – nieistniejące już jedno z dowództw taktyczno-operacyjnych NATO.

## Formowanie i zadania
W kwietniu 1951 generał Dwight Eisenhower podpisał rozkaz powołujący Naczelne Dowództwo Połączonych Sił Sojuszniczych NATO w Europie (ACE). Obszar Europy podzielono na trzy teatry działań wojennych:
- Północnoeuropejski Teatr Działań Wojennych
- Centralny (Środkowoeuropejski) Teatr Działań Wojennych
- Południowoeuropejski Teatr Działań Wojennych

Konsekwencją rozkazu było powołanie Dowództwa Połączonych Sił Sojuszniczych Europy Południowej AFSOUTH. Nowo utworzone dowództwo przejęło kompetencje rozwiązanej Regionalnej Grupy Planowania Europy Południowej.

 W początkowym okresie pod dowództwo AFSOUTH podlegały dowództwa trzech komponentów: morskiego (NAVSOUTH), powietrznego (AIRSOUTH) i lądowego (LANDSOUTH).
Nowo powstałe Dowództwo Połączonych Sił Lądowych Europy Południowej było odpowiedzialne za obronę zachodniej części południowej flanki NATO, w tym Nizinę Wenecji i Friuli oraz Nizinę Padu. Zadaniem zgrupowanych tam korpusów było niedopuszczenie do przerwania i oddzielenia teatru Południowego od Centralnego. Zgromadzone w tym rejonie wojska lądowe posiadały jak na owe czasy nowoczesne uzbrojenie o dużej sile ognia, w tym prawie 1800 czołgów, z czego połowę stanowiły czołgi typu „Leopard”, ponad 5000 transporterów opancerzonych, ponad 1600 środków przeciwpancernych, około 1700 dział kalibru powyżej 100 mm oraz środki przeciwlotnicze. W swoim uzbrojeniu posiadały również środki przenoszenia broni jądrowej – wyrzutnie rakiet „Lance” oraz haubice 155 i 203,2 mm.
W XXI w. Dowództwo Połączonych Sił Lądowych Europy Południowej przekształcone zostało w Połączone Dowództwo Południe JCSOUTH stacjonujące nadal w Weronie.

## Struktura LANDSOUTH
W 1989
| Logo | Nazwa polska                              | Skrót/nazwa włoska       | Garnizon        |
| ---- | ----------------------------------------- | ------------------------ | --------------- |
|      | Dowództwo Sił Lądowych Europy Południowej | LANDSOUTH                | Werona          |
|      | włoski 3 Korpus Armijny                   | 3º Corpo d'armata        | Mediolan        |
|      | włoski 4 Korpus Armijny                   | 4° Corpo d'armata alpino | Bolzano         |
|      | włoski 5 Korpus Armijny                   | 5 °Corpo d'armata        | Vittorio Veneto |